# SEX MACHINEGUNS
SEX MACHINEGUNS（セックス・マシンガンズ）は、日本のヘヴィメタルバンド。名称の由来はパンク・ロックバンド、セックス・ピストルズより凄いバンドを目指すという意味。1998年4月22日にメジャー・デビュー、2003年8月13日に解散。2004年4月4日に再結成、2006年6月4日に活動休止。2007年11月より本格的に活動再開、2012年5月末に活動休止。同年秋以降に不定期で活動再開。2014年7月より第6期として活動再開。
所属レーベルはAnchor Records。

## 来歴
ギターのANCHANG（安藤弘司）が1989年、鹿児島県の第一工業大学に在学中、大学祭への出場のために結成したバンドがルーツになっている。このときのボーカルは、パンクバンドのボーカルだったため、メタルとパンクが折衷している状態であった。その後、九州地方を中心に活動を続けるが、ANCHANGの就職による上京を機に解散。
ANCHANGはサラリーマンになってから、同名のバンドを再結成しメンバーに大田宏（後のNOISY）をボーカリストとして迎え入れる。しかし、フザけすぎて（多摩川の河原で発声練習をANCHANGに命じられたが、真面目に発声練習をせず、大声に寄ってきた鳩に餌をやっていたという）すぐにクビになり、ANCHANGがヴォーカルを兼任する事になる。NOISYは次にギタリストとして再加入するが、またまたクビになる（実際は、NOISY自身が「キツくてもうできない」とANCHANGに電話してきたらしい）。
1995年、インディーズバンド紹介番組『えびす温泉』に出演。「FIRE」を演奏。
1996年、ANCHANGの手伝っていたヴィジュアル系バンドVICTIM OF FAITHが解散し、そのギタリストだったSUSSY（古屋正仁）が加入。またNOISYがベーシストとして再々加入し、今のバンドの原形が固まる。この年の11月にはBSヤングバトルに出場して「みかんのうた」を演奏。審査員からは演奏技術、特にボーカルとギターとの両立については評価されるも受賞はならなかった。その後にバラエティ番組「大発見!恐怖の法則」に「ヘビメタバンド」として少し出演する。内容は「ヘビメタバンドをやっている人は痩せている」という旨の「法則」を検証するという企画であり、結果は当時のドラム以外に「法則」は当てはまった。この時は「天才・たけしの元気が出るテレビ!!」に出ていた頃のXのような色物扱いを受けた。
1997年には、オーディションでドラムにSPEED STAR SYPAN JOE（JOE・上野浩二）が加入し、デビュー時のラインナップとなる。ちなみに、後にJOEの後任ドラマーとなるCLUTCH.J.HIMAWARI（神吉淳）もこの時のオーディションに参加。
1998年、東芝EMI（当時）よりシングル『HANABI-la大回転』でメジャー・デビュー。デビュー・アルバム『SEX MACHINEGUN』がヘヴィメタル専門誌「BURRN!」にて、歌詞が余りにも「フザけ過ぎている」という判断で点数を付けられない、という理由で「?（評価不能）」と判定されたが、楽曲や演奏面では高い評価を受けていた。
1999年に、SPEED STAR SYPAN JOEが持病の椎間板ヘルニアの悪化のため脱退（JOEはその後リハビリを経て、2001年にはDASEINのドラマーとして復活）。後任にCLUTCH.J.HIMAWARIがサポートを経て正式加入する。ちなみにこの名前はアクセル・ローズのパロディであり、アクセル→クラッチ、ローズ（薔薇）→ヒマワリと変換し、間に本名のイニシャルを加えたもの。
2001年には、音楽的方向性の相違を理由にSUSSYが脱退し、後任としてCIRCUIT.V.PANTHER（八尋義和）がサポートを経て、その後正式加入。
2003年、個人の様々な意見（方向性）の違いについて、話し合いの末に解散を決める。発表後に異例の解散説明会が行われ「明るい解散」であることを強調。同年8月13日の日本武道館公演をもって第3期の活動に幕を下ろす。ANCHANGとCIRCUIT.V.PANTHERは、同年それぞれソロデビュー。リズム隊の二人は元ΛuciferのYUKIと共にDUSTAR-3を結成し、2004年にデビュー。
2004年、ANCHANG、CIRCUIT.V.PANTHER、SAMURAI.W.KENJILAW（cali≠gariの村井研次郎）、SPEED STAR SYPAN JOEの4人で再結成。アルバム2枚、シングル3枚、DVD2枚を発表。ANCHANGを除いた3人によるバンド内のインストバンドとしてELLEGUNSも結成される。メジャー第4期はほぼヴィジュアル系バンド時代の面影は無くなり、さらにNOISYが抜けた影響か、コミカルな要素も抑え目になり、テクニカル路線の硬派なヘヴィメタルバンドとしてのイメージを強調していた。
2006年3月20日、『ZARIGANI CHOP AMERICANA』ツアー 横浜BLITZ公演アンコール時のMCにてANCHANGより活動休止が発表される。翌21日、公式ページでも正式に活動休止が発表される。その後、バンドから完全に脱退したSPEED STAR SYPAN JOE、CIRCUIT.V.PANTHER、SAMURAI.W.KENJILAWの3人は、ELLEGUNSと同じメンバー構成でJ-P-K PROJECTを結成。その後バンド名をCYCLEに変更し、本格的な活動を始める。ANCHANGはソロ活動を経て、一般公募のオーディションによるメンバー募集を開始する。
2007年10月26日、第5期の新メンバーとしてRYOTATSU（桑江良竜）とKEN'ICHI（今井賢一）の加入が発表される。オーディション合格後の合宿中に辞退したメンバーに代わって、当時石垣島を拠点に活動するB-SHOPのメンバーであったSHINGO☆（玉木慎吾）がサポートベーシストとしてライブに参加。
2008年6月28日、『全国大会』ツアーでサポートベーシストであったSHINGO☆が、ツアーファイナル公演（渋谷O-EAST）にて正式加入。同日、RYOTATSUはイベリコ・モジャ・マルムスティーンに改名（通称モジャ丸）。
同年8月2日、イベリコ・モジャ・マルムスティーンが失踪・家庭の事情による脱退が、公式HPに発表された。2024年現在も後任を探さずサポートギタリストを加え、ライヴ活動を行っている。脱退直後の8月中のライヴは、サポートメンバーとしてSUSSYを急遽起用（一時的復帰）、イベント4公演を乗り切った。
同年12月8日、ANCHANGが自身のブログでEMIミュージックジャパンとの契約満了を発表。今後はインディーズで活動していくことを発表した。
2009年3月4日、インディーズ復帰第1弾シングル「プライド」をリリース。
2010年4月28日、ライヴ中に所属事務所(株)マーサからの独立を発表。同日ANCHANGが自身のブログでも発表し、合わせて結婚報告もされた。同年9月1日、ポセイドンエンタテインメント・アーティスト部門にてファンクラブ「SMC」を運営開始。
2011年2月23日、（株）エクセレックスレーベルからシングル「37564」を発売。同年8月31日をもってポセイドンエンタテインメントのファンクラブ運営が終了し、10月1日より、SMG（バンド運営会社）と（株）ティアーズにより、ファンクラブ運営開始。
2012年5月21日のライブをもって、KEN'ICHIが更なる飛躍のために脱退。それに伴い、バンドは新体制を整えるために活動休止となった。休止中もサポートメンバーを迎え「SEX冠（THE冠との対バンツアー）」などでの一時的な活動もあった。
2014年7月に活動再開を発表。AnchangとSHINGO☆、サポートとして復帰したSUSSYの3人にサポートメンバーを加えた形で活動していたが、7月17日に行われたライブで、サポートとして参加していたLEON（比嘉レオン）が正式なメンバーとなった。ファンクラブも新体制で運営開始。
2018年3月28日、デビュー20周年を記念したベスト・アルバム「マシンガンズにしやがれ‼︎」をリリース。メジャー時に在籍していた東芝EMIの後継ユニバーサルミュージックからのリリースだが、「プライド」などインディーズ復帰後に発表された曲も収録されている。また、前年のライブ音源や、オムニバス・アルバムにしか収録されなかった「SAMURAI WARRIOR」を現メンバーでリメイクされ収録。
2019年3月5日のライブをもってLEONが脱退。1年に渡り、話し合った末での決定だったという。その後はサポートメンバーを入れてライブ活動を継続。
2022年6月11日、LEON脱退後の大半のライブにおいてサポートドラマーを務めてきた、Phantom Excaliver（当時）のTHOMAS（大久保裕司）が正式メンバーになることが同日のライブにて発表された。
2024年8月12日、野外フェスCRASH CRISISにSHOW-YA、LOUDNESSらと出演。
AnchangとSHINGO☆は並行して「ザ☆メンテナンス」としても活動中。

## メンバー

### 在籍中のメンバー
- ANCHANG（あんちゃん）：リーダー, Vo, G、愛媛県新居浜市出身。1970年4月28日生まれ。
- SHINGO☆（しんごすたー）：Ba、沖縄県石垣島出身。1983年8月29日生まれ。2008年6月28日正式加入。
- THOMAS（とーます）：Dr、東京都八王子市出身。1992年4月14日生まれ。2022年6月11日正式加入。

### バンドの変遷
2017年現在、鹿児島時代の初代メンバーから全体を通して第6期までに分類され、期変わり＝メンバー変更では無いが、分類としては第1期〜第3期までがインディーズ、第3期中にメジャー・デビューを果たし、以降は3期〜6期（第5期中に再びインディーズ）とされる。
- 第1期（1989年 - 1993年3月） - 鹿児島時代
- 第2期（1993年 - 1994年） - 上京時代
- 第3期（1995年 - 2003年） - インディーズからメジャーへ
- インディーズ時代 - 1989年 - 1998年4月12日

| Vocal          | Guitar  | Guitar         | Bass                 | Drums                      |
| -------------- | ------- | -------------- | -------------------- | -------------------------- |
| ASADA          | Anchang | -              | -                    | MAD POWER土屋 （土屋裕史） |
| ロボッターImai | Anchang | -              | Pretty TSUMURA       | MAD POWER土屋 （土屋裕史） |
| H.Ohta (NOISY) | Anchang | -              | ザーマス             | Takechang                  |
| Anchang        | Anchang | H.Ohta (NOISY) | アトキンスッコン     | MAD POWER土屋 （土屋裕史） |
| ロボッターImai | Anchang | SUSSY          | ザーマス             | -                          |
| Anchang        | Anchang | SUSSY          | ザーマス             | MAD POWER土屋 （土屋裕史） |
| Anchang        | Anchang | SUSSY          | NOISY                | MAD POWER土屋 （土屋裕史） |
| Anchang        | Anchang | SUSSY          | SPEED STAR SYPAN JOE |                            |

- メジャー時代

| 期間             | Vocal Guitar | Guitar            | Bass  | Drums                | サポート                                                                     |
| ---------------- | ------------ | ----------------- | ----- | -------------------- | ---------------------------------------------------------------------------- |
| ～ 1999年9月4日  | ANCHANG      | SUSSY             | NOISY | SPEED STAR SYPAN JOE | CLUTCH.J.HIMAWARI (Dr) 下田武男 (Dr)                                         |
| ～ 2000年1月6日  | ANCHANG      | SUSSY             | NOISY | -                    | CLUTCH.J.HIMAWARI (Dr)                                                       |
| ～ 2001年4月1日  | ANCHANG      | SUSSY             | NOISY | CLUTCH.J.HIMAWARI    | -                                                                            |
| ～ 2001年8月31日 | ANCHANG      | -                 | NOISY | CLUTCH.J.HIMAWARI    | CIRCUIT.V.PANTHER (G) SYZER.A.HAMBURG (Synth.G) CRAZY HORSE KAMEEN (Synth.G) |
| ～ 2003年8月13日 | ANCHANG      | CIRCUIT.V.PANTHER | NOISY | CLUTCH.J.HIMAWARI    | CRAZY HORSE KAMEEN (Synth.G)                                                 |

- 第4期（2004年4月12日 - 2006年9月7日）

| Vocal Guitar | Guitar            | Bass               | Drums                |
| ------------ | ----------------- | ------------------ | -------------------- |
| ANCHANG      | CIRCUIT.V.PANTHER | SAMURAI.W.KENJILAW | SPEED STAR SYPAN JOE |

- 第5期（2007年10月26日 - 2014年夏）
- メジャー～インディーズ

| 期間                            | Vocal Guitar | Guitar                                        | Bass    | Drums    | サポート                                                                       |
| ------------------------------- | ------------ | --------------------------------------------- | ------- | -------- | ------------------------------------------------------------------------------ |
| ～ 2008年6月27日                | ANCHANG      | RYOTATSU                                      | -       | KEN'ICHI | SHINGO☆ (B)                                                                    |
| ～ 2008年8月1日                 | ANCHANG      | イベリコ・モジャ・マルムスティーン (RYOTATSU) | SHINGO☆ | KEN'ICHI | -                                                                              |
| ～ 2012年5月末                  | ANCHANG      | -                                             | SHINGO☆ | KEN'ICHI | SUSSY (G) 今田充彦(シャケ親方) (G) RYOSUKE (DRAGON SUE) (G) HIDE (G) KIKYO (G) |
| 2012年10月12日 ～ 2014年7月17日 | ANCHANG      | -                                             | SHINGO☆ | -        | SUSSY (G) LEON (Dr) 下田武男(Dr) デスオ (Dr)                                   |

- 第6期（2014年 - ）
- インディーズ

| 期間                          | Vocal Guitar （ステージ中央） | Guitar （ステージ上手）        | Bass （ステージ下手） | Drums （ステージ中央）                                                                |
| ----------------------------- | ----------------------------- | ------------------------------ | --------------------- | ------------------------------------------------------------------------------------- |
| 2014年7月17日 ～ 2019年3月5日 | ANCHANG                       | SUSSY （サポート）             | SHINGO☆               | LEON                                                                                  |
| 2019年4月28日〜               | ANCHANG                       | SUSSY Matsu (いずれもサポート) | SHINGO☆               | 下田武男 岡本唯史 THOMAS VEN KEN'ICHI CHARGEEEEEE … Masato Yoshida (いずれもサポート) |
| 2022年6月11日〜               | ANCHANG                       | SUSSY (サポート)               | SHINGO☆               | THOMAS                                                                                |

### メンバー変遷
- 便宜上、第3期のメジャーデビュー後から作成
- SUSSYはサポートメンバーとして5期以降復帰
- KEN'ICHIはサポートメンバーとして一時復帰

## ディスコグラフィー
タイトルは公式サイトのDiscography、または商品の一般表記に準拠。

### デモテープ
| さそりの毒はおそろしい | Side A 01.みかん 02.JAPAN Side B 03.（SCORPION DEATH ROCK）さそり 04.FIRE | ジャケット2種 （初回カラー版、 通常モノクロ版） | 1996年6月11日 |

### 配布CD
| JAPAN                                          | 01. JAPAN                                                | 惑星からの物体'SEX'ツアー配布                                | 1997年11月21日 |
| 20th Anniversary Special Present! GERMAN POWER | 01. GERMAN POWER(SHINGO☆ Ver) 02. GERMAN POWER(LEON Ver) | 20th Anniversary Tour～春の祭典 な～るほどザ・ワイルド～配布 | 2018年4月27日  |

### シングル
| 番 | タイトル                                  | 品番                                               | 収録曲 | 発売日                             | オリコン 初登場 | 備考                                                            |
| -- | ----------------------------------------- | -------------------------------------------------- | --- | ---------------------------------- | --------------- | --------------------------------------------------------------- |
| 1  | HANABI-la 大回転                          | TODT-5135 TOCT-4296（再発盤）                      | HANABI-la大回転 SEX MACHINEGUN                                                                                      | 1998年4月22日：廃盤 2001年5月23日  | 50位            |                                                                 |
| 2  | BURN 〜愛の炎を燃やせ〜                   | TODT-5198 TOCT-4297（再発盤）                      | BURN〜愛の炎を燃やせ〜 golden hammer BLACK                                                                          | 1998年9月18日：廃盤 2001年5月23日  | 55位            |                                                                 |
| 3  | TEKKEN II                                 | TODT-5256 TOCT-4298                                | TEKKEN II 桜島〜Noisy Special Version〜 TEKKEN II〜Anchangと“勝負じゃこりゃー”Version〜                             | 1999年2月3日：廃盤 2001年5月23日   | 38位            |                                                                 |
| 4  | みかんのうた（ライブ）                    | TODT-5291 TOCT-4299（再発盤）                      | みかんのうた(ライヴ) illusion city 〜Anchangと“勝負じゃこりゃー”Version                                             | 1999年4月21日：廃盤 2001年5月23日  | 25位            |                                                                 |
| 5  | ONIGUNSOW                                 | TODT-5340 TOCT-4598（再発盤）                      | ONIGUNSOW Naked Gun German Power(LIVE IN MORIOKA・再発盤のみボーナストラック)                                       | 1999年10月20日：廃盤 2003年9月26日 | 14位            |                                                                 |
| 6  | 愛こそすべて                              | TODT-5391 TOCT-4599（再発盤）                      | 愛こそすべて 犬の生活〜LIVE IN NAGOYA〜 日曜日〜LIVE IN MORIOKA〜(再発盤のみボーナストラック)                       | 2000年5月24日：廃盤 2003年9月26日  | 16位            |                                                                 |
| 7  | S.H.R. -セクシーヒーローレボリューション- | TOCT-22130                                         | S.H.R.〜セクシーヒーローレヴォリューション〜 スパイだー作戦! Secret Killer (Live in Tokyo)                          | 2001年1月24日                      | 16位            |                                                                 |
| 8  | 大漁                                      | TOCT-22170                                         | German Power(Live verison) さよなら。まぼろし。 マイマイ 洗濯してね                                                 | 2001年8月29日                      | 13位            |                                                                 |
| 9  | そこに、あなたが.....                     | TOCT-4349                                          | そこに、あなたが… ビール                                                                                            | 2002年1月23日                      | 13位            |                                                                 |
| 10 | 暴走ロック                                | TOCT-4373                                          | 暴走ロック ただいま                                                                                                 | 2002年5月16日                      | 16位            |                                                                 |
| 11 | 世直しGOOD VIBRATION                      | TOCT-4407                                          | 世直し GOOD VIBRATION 電車道                                                                                        | 2002年8月7日                       | 16位            |                                                                 |
| 12 | 出前道一直線                              | TOCT-4809                                          | 出前道一直線 Hold On To The Fire Bargain Sale                                                                       | 2004年11月10日                     | 15位            |                                                                 |
| 13 | サスペンス劇場/イルカに乗って             | TOCT-4842                                          | サスペンス劇場 イルカに乗って                                                                                       | 2005年2月9日                       | 22位            |                                                                 |
| 14 | 愛人28                                    | TOCT-4877                                          | 愛人28 HUNGRY EYES                                                                                                  | 2005年8月3日                       | 28位            |                                                                 |
| 15 | プライド                                  | MRS-0304-A（通常盤） MRS-0304-B（DVD付初回限定盤） | プライド 恋人かくれんぼ 大家さん レフリー大暴走                                                                     | 2009年3月4日                       | 26位            |                                                                 |
| 16 | 37564                                     | YZXL-5029                                          | マシンガーAのテーマ 37564 DEATH GAME(LIVE) イエローチューブ                                                         | 2011年2月23日                      | 85位            |                                                                 |
| 17 | 雨の川崎                                  | YZXL-5036                                          | 雨の川崎 愛の嵐 | 2012年1月25日                      | 99位            |                                                                 |
| 18 | 未練FIRE!                                 | NQKS-1004                                          | 未練FIRE! ダッチの奥さん オフィスレディー                                                                           | 2014年7月2日                       | 106位           |                                                                 |
| 19 | メタル経理マン                            | NQKS-1007/8（DVD付初回限定盤） NQKS-1009（通常盤） | ［DVD付初回限定盤］ CD メタル経理マン 経理マン（MJS CM ver.） DVD メタル経理マン（MUSIC VIDEO） MJS CM (30sec.ver.) | 2015年5月27日                      | 135位           |                                                                 |
| 19 | メタル経理マン                            | NQKS-1007/8（DVD付初回限定盤） NQKS-1009（通常盤） | ［通常盤］ メタル経理マン 白金マダム                                                                                | 2015年5月27日                      | 135位           |                                                                 |
| 20 | 絶命のダッコちゃん                        | MMR-0062                                           | 絶命のダッコちゃん ハタ迷惑地獄 情けなき女子高生                                                                    | 2017年3月1日                       |                 | FRUITPOCHETTEとのコラボ "Full Machineguns"名義に よるシングル。 |

### 配信限定シングル
1. 廃品回収（2007年8月22日）　
  - 後にアルバム「BEST TRACKS the past and the future」にてCD収録。
2. 毒マムシ（2007年9月26日）　
  - 後にアルバム「BEST TRACKS the past and the future」にてCD収録。
3. JACKY（2007年10月31日）
  - 後にアルバム「キャメロン」にてCD収録。
4. メタルベンチャーマン（2017年10月25日）
  - ミロク情報サービスCMソング。レコチョクでは11月8日より配信。
  - 後にアルバム「マシンガンズにしやがれ‼︎」「IRON SOUL」にてCD収録。
5. Burning Fire（「CR巨人の星～栄光の軌跡～」搭載音源ver.）（2018年10月10日）
6. メタルタックスマン（2019年5月15日）
  - ミロク情報サービスCMソング。
  - MVにはのちに正式メンバーとなるTHOMASもドラムで参加。
7. SHINING STAR / POWER & METAL（2021年6月23日）
  - 「パチンコ巨人の星 一球入魂3000」搭載音源[24]。
8. The grave（2021年10月30日）
  - 映画「老後の資金がありません!」劇中歌[25][26]。
9. 燃えろ!!ジャパメタ（2022年11月18日）

### オリジナル・アルバム
| タイトル            | 品番                                               | 発売日         | 最高位 | 備考 |
| ------------------- | -------------------------------------------------- | -------------- | ------ | --- |
| SEX MACHINEGUN      | TOCT-10469                                         | 1998年10月16日 | 29     | メジャー・デビュー・アルバム |
| MADE IN JAPAN       | TOCT-24258                                         | 1999年11月26日 | 9      | |
| Barbe-Q★マイケル    | TOCT-24546                                         | 2001年3月7日   | 7      | |
| IGNITION            | TOCT-24870                                         | 2002年10月9日  | 8      | 第3期最終作 |
| HEAVY METAL THUNDER | TOCT-25617                                         | 2005年3月2日   | 22     | 第4期としての最初のアルバム |
| MADE IN USA         | TOCT-25930                                         | 2006年2月8日   | 29     | 第4期最終作 |
| キャメロン          | TOCT-26590                                         | 2008年10月8日  | 39     | メジャー最終作 |
| 45°                 | MRS-1007-A（通常盤） MRS-1007-B（DVD付初回限定盤） | 2009年10月7日  | 34     | インディーズからのリリース インディーズチャートで3位を獲得 「DEATH GAME」：2010年1月公開の映画「Re:Play-Girls」エンディング曲                                                          |
| SMG                 | YZXL-10028                                         | 2011年8月31日  | 91     | インディーズチャートで6位 第5期最終作 |
| LOVE GAMES          | NQKS-1006                                          | 2014年10月29日 | 93     | 「エグイ食い込み」：TBS「エン活!」11・12月エンディングテーマ |
| METAL MONSTER       | NQKS-1011                                          | 2015年12月16日 | 125    | 「メタル経理マン」：ミロク情報サービスCMソング 「情熱の炎」：CR巨人の星～情熱の炎～テーマソング                                                                                        |
| IRON SOUL           | NQKS-1022                                          | 2018年11月28日 | 107    | 「BURNING FIRE」「CRUSH クリスマス」：CR巨人の星～栄光の軌跡～テーマソング 「メタルベンチャーマン」：ミロク情報サービスCMソング                                                        |
| 地獄の暴走列車      | UZCL-2256                                          | 2023年4月12日  | 47     | 「SHINING STAR」「POWER & METAL」：「パチンコ巨人の星 一球入魂3000」搭載音源。 「メタルタックスマン」：ミロク情報サービスCMソング 「The grave」：映画「老後の資金がありません!」劇中歌 |

### コンピレーション・アルバム
| タイトル                               | 品番                                | 発売日         | 最高位 | 収録曲 | 備考 |
| -------------------------------------- | ----------------------------------- | -------------- | ------ | --- | --- |
| 「マシンガンズの集い」ザ・ベスト       | TOCT-25063（初回限定盤） TOCT-25064 | 2003年6月4日   | 9      | 1. みかんのうた（LIVE） 2. ファミレスボンバー 3. BURN 〜愛の炎を燃やせ〜 4. TEKKEN Ⅱ 5. 狼とキリギリス 6. 犬の生活 7. illusion city 8. Iron Cross 9. そこに、あなたが… 10. リサイクル（※初回限定盤のみ収録） 11. さよなら。まぼろし。 12. American Z 13. 食べたいなめたい危険地帯 14. ONIGUNSOW 15. S.H.R〜セクシーヒーローレボリューション 16. 桜島 | ベスト・アルバム。 2003年の生産分はCCCD仕様。初回限定盤はボーナス・トラック付。 全曲リマスタリング。 2012年には「〜オフィシャルベスト盤・高音質再発キャンペーン〜」の一環で本作をSHM-CD仕様にし、税込(2012年当時)2100円での再発売、2014年には「Universal Music Presents 「Best the Best!」キャンペーン」の一環で、1500円で生産限定での再発売(2012年盤同様、SHM-CD仕様)。 収録内容は2012年再発盤・2014年再発盤とも初回盤と同様。 |
| 「マシンガンズの集い」ザ・ベスト       | TOCT-95154（SHM-CD再発盤）          | 2012年12月12日 |        | 1. みかんのうた（LIVE） 2. ファミレスボンバー 3. BURN 〜愛の炎を燃やせ〜 4. TEKKEN Ⅱ 5. 狼とキリギリス 6. 犬の生活 7. illusion city 8. Iron Cross 9. そこに、あなたが… 10. リサイクル（※初回限定盤のみ収録） 11. さよなら。まぼろし。 12. American Z 13. 食べたいなめたい危険地帯 14. ONIGUNSOW 15. S.H.R〜セクシーヒーローレボリューション 16. 桜島 | ベスト・アルバム。 2003年の生産分はCCCD仕様。初回限定盤はボーナス・トラック付。 全曲リマスタリング。 2012年には「〜オフィシャルベスト盤・高音質再発キャンペーン〜」の一環で本作をSHM-CD仕様にし、税込(2012年当時)2100円での再発売、2014年には「Universal Music Presents 「Best the Best!」キャンペーン」の一環で、1500円で生産限定での再発売(2012年盤同様、SHM-CD仕様)。 収録内容は2012年再発盤・2014年再発盤とも初回盤と同様。 |
| 「マシンガンズの集い」ザ・ベスト       | UPCY-9405（SHM-CD再発盤）           | 2014年6月11日  |        | 1. みかんのうた（LIVE） 2. ファミレスボンバー 3. BURN 〜愛の炎を燃やせ〜 4. TEKKEN Ⅱ 5. 狼とキリギリス 6. 犬の生活 7. illusion city 8. Iron Cross 9. そこに、あなたが… 10. リサイクル（※初回限定盤のみ収録） 11. さよなら。まぼろし。 12. American Z 13. 食べたいなめたい危険地帯 14. ONIGUNSOW 15. S.H.R〜セクシーヒーローレボリューション 16. 桜島 | ベスト・アルバム。 2003年の生産分はCCCD仕様。初回限定盤はボーナス・トラック付。 全曲リマスタリング。 2012年には「〜オフィシャルベスト盤・高音質再発キャンペーン〜」の一環で本作をSHM-CD仕様にし、税込(2012年当時)2100円での再発売、2014年には「Universal Music Presents 「Best the Best!」キャンペーン」の一環で、1500円で生産限定での再発売(2012年盤同様、SHM-CD仕様)。 収録内容は2012年再発盤・2014年再発盤とも初回盤と同様。 |
| TO THE FUTURE TRACKS～未発表曲の集い～ | TOCT-25083                          | 2003年8月6日   | 29     | 1. 仮面夫婦 2. オレンジジュース 3. 刹那 4. エレクトリックアンマーPart1 5. ナム 6. リサイクル〜P.V.Version〜 7. Rome 8. Hell Rider 9. ガードマン 10. 主婦の性 11. 想い出の缶詰 12. Operation Tiger (1997.Demo Track) | 未発表曲集。CCCD仕様。 |
| BEST TRACKS the past and the future    | TOCT-26527                          | 2008年3月26日  | 65     | 1. 世直しGood Vibration 2. 出前道一直線 3. JUNK FOOD 4. 語れ! 涙! 5. みどりのおばちゃん 6. 廃品回収 7. golden hammer BLACK 8. MAMA SAN VOLLEY 9. とうちゃん 10. 洗濯してね 11. 毒マムシ 12. 頬白鮫の悲劇 13. HEAVY METAL THUNDER 14. みかんのうた（LIVE） 15. 仕事人 | 未発表新曲「仕事人」を含めたメジャー時代の楽曲を総括したベストアルバム。 |
| マシンガンズにしやがれ!!               | UPCY-7475/6                         | 2018年3月28日  | 122    | DISC1 1. SEX MACHINEGUN 2. HANABI-la大回転 3. Japan 4. ファミレス・ボンバー 5. BURN〜愛の炎を燃やせ〜 6. 桜島 7. TEKKEN Ⅱ 8. illusion city 9. Iron Cross 10. ONIGUNSOW 11. 愛こそすべて 12. Fire 13. S.H.R.〜セクシーヒーローレヴォリューション〜 14. 逆風 15. そこに、あなたが… 16. 語れ! 涙! DISC2 1. サスペンス劇場 2. 出前道一直線 3. 愛人28 4. ZERO 5. ダイヤモンド軍団 6. 森のくまさん 7. プライド [album-mix] 8. DEATH GAME 9. エグイ食い込み 10. 未練Fire! 11. METAL MONSTER 12. メタル経理マン 13. 情熱の炎 14. メタルベンチャーマン 15. みかんのうた（LIVE2017） 16. German Power（LIVE2017） 17. SAMURAI WARRIOR | メジャー・デビュー・シングル「HANABI-la大回転」から2017年リリースの「メタルベンチャーマン」までの中から、33曲を収録した2枚組ベスト。 |
| SEX MACHINEGUNS ゴールデン☆ベスト      | UPCY-7964                           | 2024年4月17日  | ₋      | 1. HANABI-la大回転 2. BURN〜愛の炎を燃やせ〜 3. TEKKEN II 4. みかんのうた（LIVE） 5. ONIGUNSOW 6. 愛こそすべて 7. S.H.R.〜セクシーヒーローレヴォリューション〜 8. German Power -LIVE- 9. そこに、あなたが… 10. 暴走ロック 11. 世直しGood Vibration 12. 出前道一直線 13. サスペンス劇場 14. イルカに乗って 15. 愛人28 | 「ゴールデン☆ベスト」シリーズのベスト盤。東芝EMI時代のシングル曲を収録。 |

### ライブ・アルバム
1. LIVE FIRE（1997年5月13日）
2. Burning Hammer（2001年10月31日）- オリコンウィークリーチャート初登場7位
3. LIVE! FINAL ATTACK AT BUDOKAN（2003年9月26日）- オリコンウィークリーチャート初登場57位

### ビデオ / DVD
1. INTO THE FIRE（1997年5月13日）
  - 中身はライブCDであるLIVE FIREのライブ映像。
2. BORN OF FIRE（1997年11月21日）
  - 1997年9月5日のライブ映像。再発でジャケ違い1種、ロッピー版ジャケ1種あり。
3. HELLTHY SET M（1999年4月21日）
  - 「みかんのうた」「MAGNUM fire」を収録した8cmシングルと、「みかんのうた」「ファミレスボンバー」のライブ映像を収録したVHSのセット。
4. ヴィデオSEX（PV集、2000年6月7日）
5. 緊急! 野ざらし（LIVE、2000年9月27日）
6. SM SHOW（LIVE、2000年11月16日）- オリコンウィークリーチャート初登場13位
7. SM SHOW 2（LIVE、2002年2月20日）- オリコンウィークリーチャート初登場9位
8. ヴィデオSEX 2（PV集、2002年12月4日）- オリコンウィークリーチャート初登場47位
9. SM SHOW 3（LIVE、2003年2月19日）- オリコンウィークリーチャート初登場29位
10. SM SHOW FINALE（LIVE、2003年10月22日）- オリコンウィークリーチャート初登場28位
11. 鋼鉄箱(メタルバコ)（限定生産BOX、2003年12月10日）- オリコンウィークリーチャート初登場60位
12. MADE IN USA（シングル、2006年1月25日）- オリコンウィークリーチャート初登場59位
13. LIVING IN AMERICA（ドキュメンタリー、2006年3月8日）- オリコンウィークリーチャート初登場40位
14. A DAY IN THE LIVE-SEX MACHINEGUNS LIVE IN USA-（LIVE、2006年6月28日）- オリコンウィークリーチャート初登場58位
15. ヴィデオSEX SPECIAL BEST CLIPS（2008年3月26日） - オリコンウィークリーチャート初登場130位
16. SMG ALIVE! LIVE IN AKASAKA,TOKYO（2011年5月18日） 
  - 2010年12月5日の赤坂BLITZのライブ映像。
17. SEX冠TOUR2012　SEX MACHINEGUNS VS THE冠（2012年7月18日）
18. SEX MACHINEGUNS 20th Anniversary Tour~春の祭典 な~るほどザ・ワイルド‼~ 2018/4/27 CLUB CITTA'[31] (2018年9月26日)

### FC限定販売ビデオ / DVD
1. SUPER SPEED STAR
2. 莫山先生振付講座
3. 莫山先生振付講座番外編
  - FCイベント配布）
4. 長髪DANGER
  - 巨大なBOXにチョーカーやカード、写真集などが入ったライブビデオ。
5. NO-ZARASHI〜HISASHIBURI
  - 発売日不明、2002年8月のライブ映像）
6. ゆく年くる年。蛇METALⅡ〜年中無休〜
  - 2002年末カウントダウンライブ　巨大なBOXに金属製のブレスレットやカード、写真集などが入った唯一の2枚組ライブDVD
7. 新居浜ビデオ
  - 発売日不明、2003年2月9日のライブ映像
8. ASIAN　METAL
  - 2004年7月・8月ソウル・台湾でのライブ
9. Independence Day
  - 2010年4月28日渋谷AXでのライブ映像
10. SMG ALIVE! SMC LIMITED EDITION
  - 2枚組ライブDVD。Disc2は天下一武道狩り2のオフショット映像。

### オムニバス / トリビュート
- 新宿ゴールデンポップカーニバル（1996年11月3日）
  - 参加曲：SEX MACHINEGUN・ジャーマンパワー
- THE END OF THE CENTURY ROCKERS Ⅳ（1997年8月21日）
  - 参加曲：SAMURAI WARRIOR
- THE BEST OF reveil[deux] : VISUAL ROCK BEST COLLECTION（1999年2月24日）
  - 参加曲：SAMURAI WARRIOR
- City Hunter Special 緊急生中継!? 凶悪犯冴羽獠の最期 - オリジナルサウンドトラック（1999年5月8日）
- 参加曲：illusion city (TV SIZE)・MAGNUM fire（2丁目ヴァージョン）
- 彩-IRODORI-VISUAL ROCK BEST COLLECTION（2001年3月1日）
  - 参加曲：SAMURAI WARRIOR（SEX MACHINGUNS名義）
- LOVE for NANA 〜Only 1 Tribute〜（2005年3月16日）
  - 参加曲：BLACK CROW
- MUSIC FROM AND INSPIRED BY THE GAME HEAVY METAL THUNDER -THE RECORDINGS-（2005年9月7日）
  - 参加曲：Heavy Metal Thunder Feat.Michael Schenker・出前道一直線・イルカに乗って
- ガーゴイズム（2008年5月17日）
  - Gargoyleトリビュート・アルバム、参加曲：HUNTING DAYS
- Tribute to 聖飢魔II -悪魔との契約書- （2010年9月15日）
  - 参加曲：FIRE AFTER FIRE
- 五十年祭 （2024年8月14日）
  - THE ALFEEトリビュート・アルバム、参加曲：鋼鉄の巨人

### その他
- 1996年7月26日に発売された、PIL製作のミニゲーム集「PILcaSEX（読み：ピルケース）」内包のイメージ曲集『PIL SOUND GEAR』にSEX MACHINEGUNS製作・演奏の「Pil Has No Thema」が収録されている。ヴォーカルは普段のパワフルな高音ではなく、低音で淡々と歌われている。
- ライブや番組限りのカバーでは、デーモン小暮閣下とのセッションによるBURNや、尾崎豊の卒業、ポップジャム出演時に司会の堂本光一にちなんだボクの背中には羽根があるやフジテレビNEXT西川貴教の僕らの音楽（第17回）にINVOKEなど。

## タイアップ一覧
『SEX MACHINEGUN』名義の楽曲タイアップはAnchangを参照。
| 使用年 | 曲名                                         | タイアップ                                                                                                |
| ------ | -------------------------------------------- | --- |
| 1998年 | HANABI-la 大回転                             | 日本テレビ系『進ぬ!電波少年』エンディングテーマ                                                           |
| 1999年 | TEKKEN II                                    | フジテレビ系『続!ボキャブラ天国』エンディングテーマ                                                       |
| 1999年 | illusion city                                | 日本テレビ系アニメ『シティーハンター スペシャル 緊急生中継!? 凶悪犯冴羽獠の最期』オープニングテーマ       |
| 1999年 | MAGNUM fire(2丁目VERSION)                    | 日本テレビ系アニメ『シティーハンター スペシャル 緊急生中継!? 凶悪犯冴羽獠の最期』挿入歌                   |
| 2001年 | S.H.R.～セクシーヒーローレヴォリューション～ | 日本テレビ系『AX MUSIC-FACTORY』AX POWER PLAYテーマソング                                                 |
| 2001年 | German Power                                 | 日本テレビ系『e-girl』エンディングテーマ                                                                  |
| 2002年 | そこに、あなたが…                            | 日本テレビ系 D-TODAY『内田春菊の連続女優殺人事件』主題歌                                                  |
| 2002年 | そこに、あなたが…                            | 日本テレビ系『AX MUSIC-FACTORY』AX POWER PLAY #067テーマソング                                            |
| 2002年 | 暴走ロック                                   | テレビ朝日系『ワールドプロレスリング』ファイティングミュージック                                          |
| 2002年 | 世直し GOOD VIBRATION                        | テレビ朝日系『ワールドプロレスリング』ファイティングミュージック                                          |
| 2005年 | 愛人28                                       | テレビ東京系『ヘビメタさん』エンディングテーマ                                                            |
| 2005年 | HEAVY METAL THUNDER                          | スクウェア・エニックス PS2用ゲームソフト「ヘビーメタルサンダー」主題歌（オープニング/ラストバトルテーマ） |
| 2005年 | イルカに乗って                               | スクウェア・エニックス PS2用ゲームソフト「ヘビーメタルサンダー」主題歌（エンディングテーマ）              |
| 2005年 | 出前道一直線                                 | スクウェア・エニックス PS2用ゲームソフト「ヘビーメタルサンダー」挿入歌                                    |
| 2009年 | ANACONDA                                     | TBS系『ざっくりマンデー!!』エンディングテーマ                                                             |
| 2010年 | DEATH GAME                                   | 映画『Re:Play-Girls リプレイガールズ』主題歌                                                              |
| 2011年 | 37564                                        | テレビ朝日系『ワールドプロレスリング』ファイティングミュージック                                          |
| 2014年 | エグイ食い込み                               | TBS系『エン活!』11月・12月度エンディングテーマ                                                            |
| 2015年 | メタル経理マン                               | ミロク情報サービス CMソング                                                                               |
| 2015年 | 情熱の炎                                     | サンセイ R&D「CR巨人の星～情熱の炎～」テーマソング                                                        |
| 2017年 | メタルベンチャーマン                         | ミロク情報サービス CMソング                                                                               |
| 2018年 | BURNING FIRE                                 | サンセイ R&D「CR巨人の星～栄光の軌跡～」テーマソング                                                      |
| 2018年 | CRUSH クリスマス                             | サンセイ R&D「CR巨人の星～栄光の軌跡～」テーマソング                                                      |
| 2019年 | メタルタックスマン                           | ミロク情報サービス CMソング                                                                               |
| 2021年 | SHINING STAR                                 | サンセイ R&D「P巨人の星 一球入魂3000」搭載曲                                                              |
| 2021年 | POWER & METAL                                | サンセイ R&D「P巨人の星 一球入魂3000」搭載曲                                                              |
| 2021年 | The grave                                    | 東映配給映画『老後の資金がありません!』劇中歌                                                             |

## SEX MACHINEGUNS出演のラジオ番組
- SEX MACHINEGUNSのラジオメタル（TBSラジオ：金曜27:40-27:55）、 ミュージックナビ〜昨日と今日との交差点〜内のコーナー出演
- SEX MACHINEGUNS HEAVY METAL THUNDER（TOKYO FM：土曜28:00-28:30） 2006年3月25日にて放送終了
- STAIRWAY TO ROCK（FM愛媛：土曜21:30-21:55、Anchangのみ）終了
- TENJIN METAL CITY（天神FM：月曜15:00-15:30、Anchangのみ）終了
- 佐藤あつしのワイルドでいこう!!（MID-FM：火曜22:00-23:00）　　　　　　　　　　　　　　　　　　　　　　　　　　　　　番組内コーナー「全力ドラマー養成所！」（月一回第3火曜、THOMASのみ）2024年1月～12月　　　　　　　　　　　　　　　　　　　　　　　(YouTube佐藤敦公式チャンネルにて全回聴収可)
- 佐渡に恋っちゃ！佐渡トキロック保護センター（FM新潟：月曜21:30-21:55、Anchangのみ）2024年7月～